# Ian Callum
Ian Callum (Dumfries, 30 luglio 1954) è un designer britannico.
Nella sua lunga carriera da designer ha lavorato per Ford, TWR, Aston Martin e nel 1999 divenne il Direttore del Design per la Jaguar. Suo fratello minore, Moray Callum, è Vice Presidente del Design della Ford Motor Company.

## Biografia
Dal 1979 al 1990 ha lavorato come designer alla Ford.
Nel 1990 Callum insieme a Peter Stevens e Tom Walkinshaw collaborazione con la Tom Walkinshaw Racing.
Durante questo periodo, è stato responsabile per la progettazione della Aston Martin DB7.

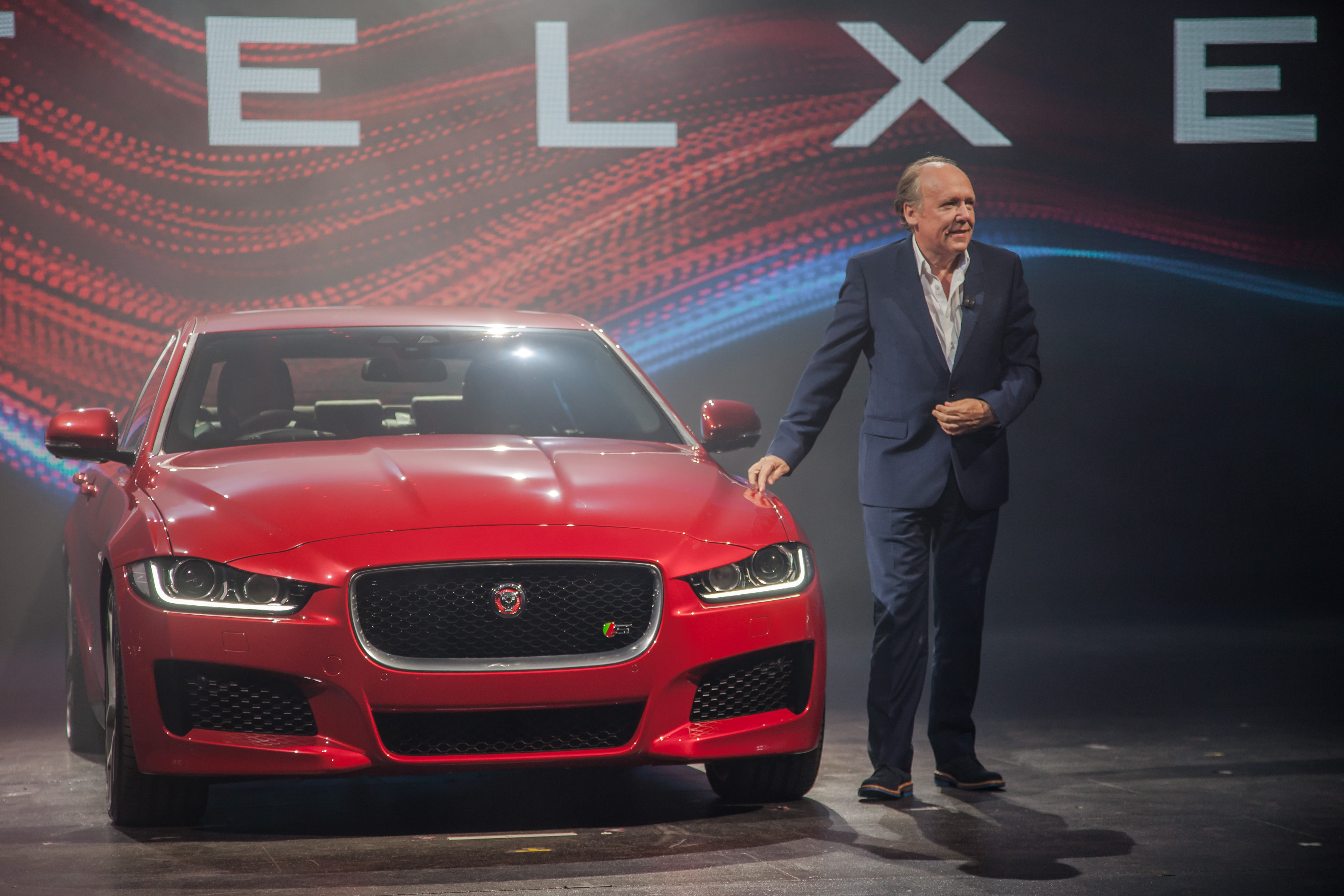
Ian Callum alla presentazione della Jaguar XE da lui stesso disegnata

Nel 1999 è stato nominato come successore di Geoff Lawson come direttore del design di Jaguar.

## Modelli disegnati

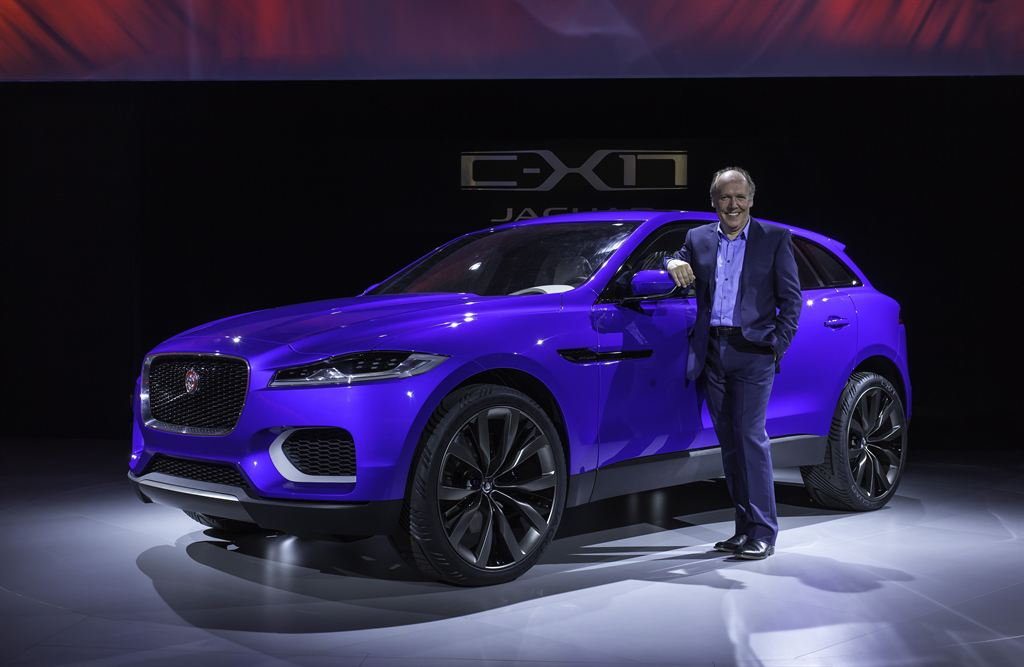
Jaguar C-X17 alla presentazione con a fianco il designer inglese

- Ford RS200 (1984)
- Ford Escort Cosworth (1989)
- Aston Martin DB7 (1993)
- Nissan R390 (1997)
- Ford Puma (1997)
- Aston Martin Vanquish (2001)
- Jaguar X-Type Wagon (2004)
- Aston Martin DB9 (2004)
- Jaguar XK II serie (2005)
- Jaguar XF (2008)
- Jaguar XJ (2009)
- Jaguar C-X75 (2010)
- Jaguar C-X16 (2012)
- Jaguar F-Type (2013)
- Jaguar XE (2015)
- F-Pace (2016)
- E-Pace (2017)
- I-Pace (2018)